# Mistrovství Evropy ve skocích do vody 2015
Mistrovství Evropy v skocích do vody za rok 2015 proběhlo v Rostocku, Německo ve dnech 9. až 14. června 2015.

## Česká stopa
Na tomto mistrovství Evropy Česko nemělo ve skocích do vody zastoupení.

## Výsledky

### Individuální disciplíny
| Muži              | Zlato                     | Zlato  | Stříbro                   | Stříbro | Bronz                  | Bronz  |
| ----------------- | ------------------------- | ------ | ------------------------- | ------- | ---------------------- | ------ |
| Skoky z 1 m prkna | Matthieu Rosset (FRA)     | 433,80 | Jevgenij Novoselov (RUS)  | 396,05  | Oleh Kolodij (UKR)     | 391,10 |
| Skoky z 3 m prkna | Matthieu Rosset (FRA)     | 476,70 | Jevgenij Kuzněcov (RUS)   | 467,60  | Ilja Zacharov (RUS)    | 451,85 |
| Skoky z 10 m věže | Martin Wolfram (GER)      | 575,30 | Viktor Minibajev (RUS)    | 541,70  | Vadim Kaptur (BLR)     | 491,55 |
| Ženy              | Zlato                     | Zlato  | Stříbro                   | Stříbro | Bronz                  | Bronz  |
| Skoky z 1 m prkna | Tania Cagnottová (ITA)    | 291,20 | Naděžda Bažinová (RUS)    | 279,40  | Olena Fedorovová (UKR) | 275,40 |
| Skoky z 3 m prkna | Tania Cagnottová (ITA)    | 350,20 | Kristina Ilinychová (RUS) | 334,15  | Tina Punzelová (GER)   | 330,90 |
| Skoky z 10 m věže | Julija Prokopčuková (UKR) | 327,50 | Laura Marinová (FRA)      | 323,60  | Noemi Batkiová (ITA)   | 323,30 |

### Týmové disciplíny
| Muži                                     | Zlato                                                     | Zlato  | Stříbro                                                    | Stříbro | Bronz                                                 | Bronz  |
| ---------------------------------------- | --------------------------------------------------------- | ------ | ---------------------------------------------------------- | ------- | ----------------------------------------------------- | ------ |
| Synchronizované skoky dvojic z 3 m prkna | Rusko (RUS) (Ilja Zacharov, Jevgenij Kuzněcov)            | 462,96 | Ukrajina (UKR) (Illja Kvaša, Oleksandr Horškovozov)        | 430,89  | Německo (GER) (Patrick Hausding, Stephan Feck)        | 419,73 |
| Synchronizované skoky dvojic z 10 m věže | Německo (GER) (Patrick Hausding, Sascha Klein)            | 458,10 | Rusko (RUS) (Roman Izmailov, Viktor Minibajev)             | 435,84  | Ukrajina (UKR) (Maksym Dolhov, Oleksandr Horškovozov) | 430,26 |
| Ženy                                     | Zlato                                                     | Zlato  | Stříbro                                                    | Stříbro | Bronz                                                 | Bronz  |
| Synchronizované skoky dvojic z 3 m prkna | Itálie (ITA) (Tania Cagnottová, Francesca Dallapèová)     | 313,08 | Německo (GER) (Tina Punzelová, Nora Subschinská)           | 302,70  | Rusko (RUS) (Naděžda Bažinová, Kristina Ilinychová)   | 298,50 |
| Synchronizované skoky dvojic z 10 m věže | Rusko (RUS) (Julija Timošininová, Jekatěrina Petuchovová) | 319,20 | Spojené království (GBR) (Georgia Wardová, Robyn Birchová) | 310,74  | Maďarsko (HUN) (Villő Kormosová, Zsófia Reisingerová) | 291,72 |
| Mix                                      | Zlato                                                     | Zlato  | Stříbro                                                    | Stříbro | Bronz                                                 | Bronz  |
| Smíšený tým                              | Rusko (RUS) (Naděžda Bažinová, Viktor Minibajev)          | 406,50 | Německo (GER) (Maria Kurjová, Patrick Hausding)            | 399,15  | Ukrajina (UKR) (Julija Prokopčuková, Illja Kvaša)     | 383,50 |

## Medailová bilance
Ve skocích do vody se rozdělilo celkem 11 sad medailí.
| Pořadí | Stát                     |       | Muži    | Muži  | Muži  |         | Ženy  | Ženy  | Ženy    |       | Mix   | Mix     | Mix   |  | Muži + Ženy + Mix | Muži + Ženy + Mix | Muži + Ženy + Mix | Celkem |
| Pořadí | Stát                     | Zlato | Stříbro | Bronz | Zlato | Stříbro | Bronz | Zlato | Stříbro | Bronz | Zlato | Stříbro | Bronz |  |                   |                   |                   | Celkem |
| ------ | ------------------------ | ----- | ------- | ----- | ----- | ------- | ----- | ----- | ------- | ----- | ----- | ------- | ----- |  | ----------------- | ----------------- | ----------------- | ------ |
| 1.     | Rusko (RUS)              |       | 1       | 4     | 1     |         | 1     | 2     | 1       |       | 1     | 0       | 0     |  | 3                 | 6                 | 2                 | 11     |
| 2.     | Itálie (ITA)             |       | 0       | 0     | 0     |         | 3     | 0     | 1       |       | 0     | 0       | 0     |  | 3                 | 0                 | 1                 | 4      |
| 3.     | Německo (GER)            |       | 2       | 0     | 1     |         | 0     | 1     | 1       |       | 0     | 1       | 0     |  | 2                 | 2                 | 2                 | 6      |
| 4.     | Francie (FRA)            |       | 2       | 0     | 0     |         | 0     | 1     | 0       |       | 0     | 0       | 0     |  | 2                 | 1                 | 0                 | 3      |
| 5.     | Ukrajina (UKR)           |       | 0       | 1     | 2     |         | 1     | 0     | 1       |       | 0     | 0       | 1     |  | 1                 | 1                 | 4                 | 6      |
| 6.     | Spojené království (GBR) |       | 0       | 0     | 0     |         | 0     | 1     | 0       |       | 0     | 0       | 0     |  | 0                 | 1                 | 0                 | 1      |
| 7.     | Bělorusko (BLR)          |       | 0       | 0     | 1     |         | 0     | 0     | 0       |       | 0     | 0       | 0     |  | 0                 | 0                 | 1                 | 1      |
| 7.     | Maďarsko (HUN)           |       | 0       | 0     | 0     |         | 0     | 0     | 1       |       | 0     | 0       | 0     |  | 0                 | 0                 | 1                 | 1      |
| Celkem | Celkem                   |       | 5       | 5     | 5     |         | 5     | 5     | 5       |       | 1     | 1       | 1     |  | 11                | 11                | 11                | 33     |